# 丹比村 (大阪府)
丹比村（たんぴむら）は、大阪府南河内郡にあった村。現在の羽曳野市の西端、東除川の左岸および堺市美原区多治井にあたる。

## 地理
- 河川：東除川

## 歴史
- 1889年（明治22年）4月1日 - 町村制の施行により、丹南郡郡戸村・河原城村・野村・樫山村・多治井村の区域をもって発足。
- 1896年（明治29年）4月1日 - 所属郡が南河内郡に変更。
- 1956年（昭和31年）9月30日 - 古市町・高鷲町・埴生村・西浦村・駒ヶ谷村と合併して南大阪町が発足。同日丹比村廃止。
- 1957年（昭和32年）4月1日 - 南大阪町のうち旧村域の一部（多治井）が美原町（現・堺市美原区）に編入。

## 経済

### 産業
- 農業

『大日本篤農家名鑑』によれば、丹比村の篤農家は「小林竹治、小池元平、大谷長次郎」などである。

## 交通

### 道路
現在は旧村域に南阪奈道路の美原インターチェンジが所在するが、当時は未開通。

### バス
恵我ノ荘駅方面から旧村域を南北に通る近鉄バス（当時は近畿日本鉄道の運営）「丹比線」が通る。